# Wola Koszucka-Parcele
Wola Koszucka-Parcele – osada w Polsce położona w województwie wielkopolskim, w powiecie słupeckim, w gminie Słupca.
W latach 1975–1998 miejscowość administracyjnie należała do województwa konińskiego.